# Мазурин, Павел Николаевич
Па́вел Никола́евич Мазу́рин (12 января 1966, Иваново, РСФСР, СССР) — советский и российский футболист, нападающий. Кандидат в мастера спорта СССР.

## Карьера
С 1983 по 1987 год играл за ивановский «Текстильщик», в 128 матчах забил 44 гола. В 1986 году в составе ивановцев стал обладателем кубка РСФСР, а в 1987 году — бронзовым призёром чемпионата РСФСР. Сезон-1988 провёл в московском «Локомотиве», в составе которого дебютировал в Высшей лиге СССР, где провёл 13 встреч и забил 3 мяча. С 1989 по 1990 год выступал за «Кубань», сыграл за это время 34 матча и забил 4 гола в первенстве, и ещё 2 встречи провёл в Кубке СССР. Доигрывал сезон 1990 года снова в «Текстильщике», 28 матчах отметился 19 мячами.
В 1993 году сначала выступал в составе «КамАЗавтоцентра», где провёл 8 встреч, а завершал сезон в «Уральце», за который в 11 матчах забил 2 гола. В 1999 году провёл 10 игр и забил 1 мяч за владимирское «Торпедо».
Родной брат Арнольд в прошлом также ивановский футболист, судья по футболу и тренер. Жена Галина — музыкальный работник.